# Cottus sabaudicus
Cottus sabaudicus és una espècie de peix pertanyent a la família dels còtids.

## Hàbitat
És un peix d'aigua dolça, bentopelàgic i de clima temperat.

## Distribució geogràfica
Es troba a Europa: el riu Roine a França.

## Observacions
És inofensiu per als humans.